# 협책
협책(挾冊) 또는 협서(挾書)는 시험장에 책이나 참고서, 예상 답안지, 책행담(冊行擔, 책가방) 등을 들고 들어가는 행위로서 부정행위 가운데 하나이다. 조선 시대에는 이러한 협책이 매우 자주 일어난 일이었다.
이수광의 《지봉유설》에서는 과장이 책가게와 같았다고 표현했으며, 성호 이익의 《성호사설》에서 과장에서 직접 글을 짓는 사람은 10분의 1밖에 되지 않는다고 하였다.

## 참고 자료
- 강명관 (2004년 1월 5일). 〈타락과 부정으로 얼룩진 양반들의 잔치 | 과거〉. 《조선의 뒷골목 풍경》 초 12쇄판. 서울: 푸른역사. ISBN 89-87787-74-5. |장=에 지움 문자가 있음(위치 22) (도움말)